# Pseudibis
Pseudibis es un género de aves pelecaniformes de la familia Threskionithinae.
Este género de ibis incluye a tres especies propias del Sudeste asiático.

## Especies
- Pseudibis davisoni
- Pseudibis gigantea
- Pseudibis papillosa